# 巴勒斯坦托管地护照
巴勒斯坦托管地护照，是1925年到1948年巴勒斯坦托管地居民使用的旅行证件。1926年至1935年，其签发数量大约有70000本。
在1925年之前，巴勒斯坦公民权还不被法律承认，巴勒斯坦政府签发英国护照给具有英国国籍人士，而其他人则被签发两种旅行证件：
- 出生于巴勒斯坦、父亲出生于巴勒斯坦，或者曾在近几年发生在巴勒斯坦的战争中被强制成为土耳其公民的前俄国人中[2]，有意向成为巴勒斯坦人和在巴勒斯坦出生人士及其妻子，可获得临时巴勒斯坦国籍证书。[3]

- 紧急通行证。[2]

在1925年7月24日的枢密令中定义了巴勒斯坦公民身份并规定了其获得方式。移民至巴勒斯坦的土耳其公民在1925年8月的第一天都自动认定为巴勒斯坦公民，除非他们选择拒绝。许多其他阶层的人都可以申请公民身份，这将由高级专员酌情批准。在不久后一个允许高级专员签发护照的巴勒斯坦公民的法令颁布。
尽管1920年以来在英国政府中一直存在关于巴勒斯坦公民的性质的争议，主要原因是土耳其被英国认定是敌国，直到1923年洛桑条约被批准。
在1948年5月15日巴勒斯坦托管时期结束后巴勒斯坦托管地护照便失去效力。
在第一次中东战争后，前巴勒斯坦托管地公民获得以色列和约旦公民身份。但是，很大部分的巴勒斯坦人，尤其是在加沙地带、叙利亚和黎巴嫩的難民營的巴勒斯坦人，至今仍未獲得任何国籍。

## 资源
- Palestine Nationality and the Mandate （页面存档备份，存于） (1939)